# Dario Dentale
Dario Dentale (ur. 26 października 1982 w Castellamare di Stabia) – włoski wioślarz.

## Osiągnięcia
- Mistrzostwa Świata Juniorów – Płowdiw 1999 – czwórka ze sternikiem – 8. miejsce[1].
- Mistrzostwa Świata Juniorów – Zagrzeb 2001 – dwójka bez sternika – 3. miejsce[1].
- Mistrzostwa Świata – Lucerna 2001 – ósemka – 11. miejsce[1].
- Mistrzostwa Świata – Sewilla 2002 – ósemka – 5. miejsce[1].
- Mistrzostwa Świata – Mediolan 2003 – ósemka – 7. miejsce[1].
- Igrzyska Olimpijskie – Ateny 2004 – czwórka bez sternika – 3. miejsce[1].
- Mistrzostwa Świata U-23 – Amsterdam 2005 – ósemka – 2. miejsce[1].
- Mistrzostwa Świata – Gifu 2005 – ósemka – 2. miejsce[1].
- Mistrzostwa Świata U-23 – Hazewinkel 2006 – ósemka – 3. miejsce[1].
- Mistrzostwa Świata – Eton 2006 – ósemka – 2. miejsce[1].
- Mistrzostwa Świata – Monachium 2007 – ósemka – 15. miejsce[1].
- Igrzyska Olimpijskie – Pekin 2008 – dwójka bez sternika – 11. miejsce[1].
- Mistrzostwa Świata – Poznań 2009 – ósemka – 6. miejsce[1].
- Mistrzostwa Europy – Brześć 2009 – ósemka – 5. miejsce[1].